# Vallentinia adherens
Vallentinia adherens är en nässeldjursart som beskrevs av Libbie Henrietta Hyman 1947. Vallentinia adherens ingår i släktet Vallentinia och familjen Olindiasidae. Inga underarter finns listade i Catalogue of Life.